# Arendașul român
Arendașul român este o operă literară scrisă de Ion Luca Caragiale. Are ca temă chipul neomenos în care erau siliți să traiască țăranii în vremurile trecute.